# بطولة السعودية للسيدات تحت سن 17
بطولة السعودية للسيدات تحت سن 17 سنة هي المسابقة الأساسية للفتيات تحت 17 سنة في كرة القدم النسائية في المملكة العربية السعودية.

## التاريخ
ذكرت مديرة إدارة كرة القدم النسائية عالية الرشيد، أن هذه الخطوة تمثل نقلة نوعية في خطط كرة القدم النسائية في المملكة العربية السعودية، مشيرة إلى أن التركيز في الفترة الحالية ينصب على بناء جيل مميز من اللاعبات، وزيادة عدد المباريات الرسمية لهن، مما يسهم في رفع المستوى الفني للاعبات.

## الشكل

### الفرق المشاركة
في النسخة الافتتاحية، قام الاتحاد السعودي لكرة القدم بتوسيع حقوق المشاركة لجميع الفرق التي تضم فرق السيدات تحت 17 عامًا، بما في ذلك ثلاثة مراكز تدريب إقليمية (three Regional Training Centers). كان مطلوبًا من الفرق تسجيل ما لا يقل عن 14 لاعبة ولا يزيد عن 40 لاعبة، مع تراوح أعمار اللاعبات المؤهلات ما بين 12 إلى 17 عامًا. بالنسبة للنسخة الثانية، اقتصرت المشاركة على أندية الدوري السعودي الممتاز والدرجة الأولى فقط، بحد أدنى 16 لاعبة، وبحد أقصى 30 لاعبة لكل فريق.

### الأصول والتنسيق
في النسخة الافتتاحية، تم تقسيم الفرق المشاركة إلى مجموعات بناءً على مواقعها الإقليمية، مع تأهل أفضل فريقين من كل مجموعة إلى مرحلة خروج المغلوب، والتي تضمنت ربع النهائي، ونصف النهائي، والنهائي ومباراة تحديد المركز الثالث. وفي النسخة الثانية، تم توسيع عدد المجموعات في مرحلة المجموعات من أربع إلى خمس مجموعات، مع تقدم ثلاثة فرق من مجموعتي الرياض وجدة، وتأهل فريقين من مجموعات الدمام، ليصل إجمالي الفرق المتأهلة إلى مرحلة خروج المغلوب إلى 14 فريقًا، والتي اتبعت نظام خروج المغلوب المباشر حتى يتم تحديد البطل في النهائي.

### قواعد المباراة
في النسخة الأولى، أقيمت جميع المباريات في شوطين مدة كل شوط منهما 35 دقيقة، باستخدام نظام تسعة لاعبين لكل فريق (9 × 9). وقد تم تغيير هذا إلى تنسيق الإحدى عشرة لاعبة في كل جانب (11 × 11) في النسخة الثانية.

## نتائج
| م | الموسم  | الفائزون | النتيجة | الوصيف | المركز الثالث | نتيجة        | المركز الرابع | مكان                      |
| - | ------- | -------- | ------- | ------ | ------------- | ------------ | ------------- | ------------------------- |
| 1 | 2023–24 | الشباب   | 1–0     | الهلال | اللهب الشرقي  | 0–0 (4–3 ج.) | القادسية      | ملعب أكاديمية نون، جدة    |
| 2 | 2024–25 | القادسية | 3–0     | النصر  | الشباب        | 4–0          | الأهلي        | ملعب عرقة الرياضي، الرياض |

| النادي   | الفائزون | الوصيف | سنوات الفوز | وصيف السنوات |
| -------- | -------- | ------ | ----------- | ------------ |
| الشباب   | 1        | 0      | 2023–24     |              |
| القادسية | 1        | 0      | 2024–25     |              |
| الهلال   | 0        | 1      |             | 2023–24      |
| النصر    | 0        | 1      |             | 2024–25      |

## الجوائز الفردية
| موسم    | أفضل لاعبة                | أفضل الهدافات          | أفضل حارسة مرمى        | مرجع  |
| ------- | ------------------------- | ---------------------- | ---------------------- | ----- |
| 2023–24 | لولوة الجعويني ( الشباب ) | بسمة الشنيفي ( النصر ) | فجر السقاف ( الهلال )  | [ 9 ] |
| 2024–25 | غدي العتيبي ( النصر )     | خلود خالد ( العلا )    | جود الصقر ( القادسية ) |       |